# 范紹序
范紹序（1597年9月13日—？），字幼次，别號鉴曲，浙江紹興府會稽縣民籍，明朝政治人物。

## 生平
丁酉年八月初四日生。萬曆四十三年乙卯鄉試九十四名，萬曆四十四年（1616年）聯捷丙辰科會試二百七十八名，廷試三甲二百五十七名進士。吏部觀政。官至保定府推官、刑科给事中。

## 家族
曾祖佶。祖允中，累赠中宪大夫湖廣黄州府知府。父范可奇，甲戌進士，廣西按察司副使。母王氏，累封恭人。兄绍箕、绍尧、绍中。维达，癸卯亞魁。継仁，癸卯舉人。娶来氏，子禧、禶。

## 引用
1. ↑  《萬曆四十四年丙辰科進士序齒録》
2. ↑  《會稽縣志》：范绍序，字幼钦，万历丙辰进士，授保定推官，考选刑科给事中，告假归里。病愤时事，使家人至京上之，疏侵逆璫，有同年生遏之，不听，上未几，卒，祀保定名宦。（范可奇）孙范礽，字祖生，绍裘子，顺治丙戌举于乡，授南康推官，主白鹿洞书院，修鹿洞、庐山、鹅湖三志，著审克、錞于二编，升广信同知。平九仙山寇，人多异政，十五郡冤狱，尤善于平反。